# ウ・タント
ウ・タント（ミャンマー語: ဦးသန့်, ラテン文字転写: U Thant、ALA-LC翻字法: Ū" Sanʻ' ビルマ語発音: [ʔú θa̰ɰ̃] 1909年1月22日 - 1974年11月25日）は、ビルマの外交官、教育者である。
第3代国際連合事務総長を務めた。初のスカンディナヴィア人以外の国連事務総長である。在任期間は1961年11月30日から1971年末までで、歴代事務総長の中では最長の10年1か月（3683日）である。

## 若年期と教育

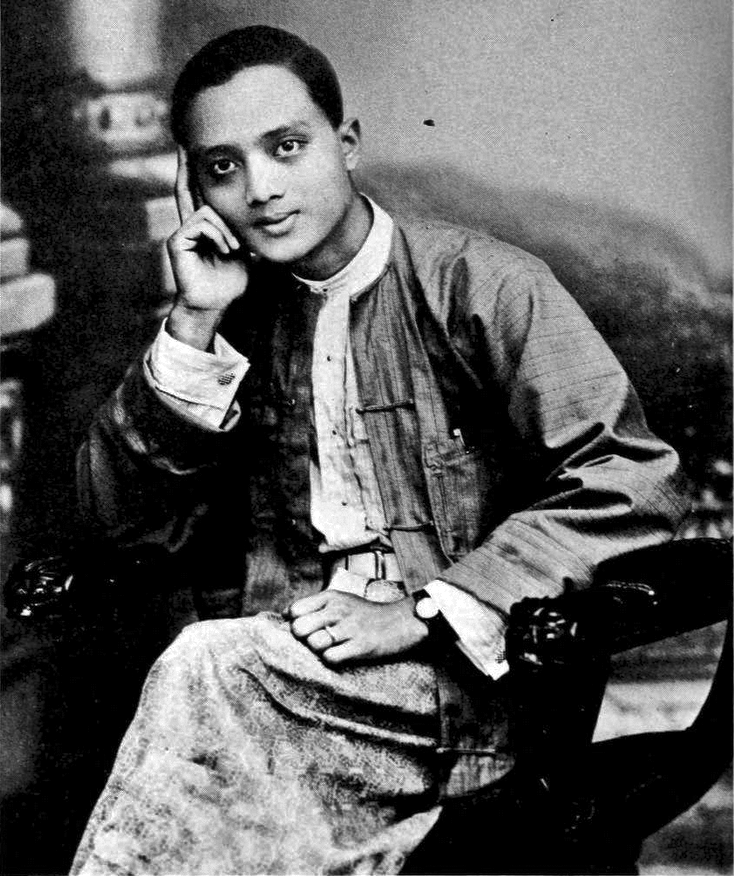
大学在学中のウ・タント（1927年）

イギリス領インド帝国ビルマ（現在のミャンマー） のパンタナウで生まれた。4人兄弟の長男だった。一家は地主と米商人をしており、比較的裕福な家庭だった。一家はビルマ族で敬虔な仏教徒だったが、タントの孫のタント・ミン＝ウーによれば、遠い祖先には中国系、インド系、イスラム教徒もいるという。
父のポー・フニット(Po Hnit)は、カルカッタで教育を受け、この町で唯一英語が話せる人物だった。ビルマ研究協会の創設メンバーであり、ラングーンの新聞『ザ・サン』の創刊にも協力していた。ポー・フニットは、4人の息子たちがいずれも大学を出ることを望んでいた。他の息子たち、カント(Khant)、タウン(Thaung)、ティン・マウン(Tin Maung)もまた、政治家や学者として活躍した。
ポー・フニットは、アメリカやイギリスの様々な本を収集し、子供たちに読書の習慣を身に付けさせていた。その結果、タントは熱心な読書家となり、学校の友人からは「哲学者」というあだ名で呼ばれていた。読書以外にも、ハイキング、水泳、チンロンなど様々なスポーツしていた。タントはパンタナウの国立高校に通っていた。11歳のとき、タントは1920年大学法に反対するストライキに参加した。子供の頃のタントはジャーナリストになることを夢見ており、ビルマ・スカウト協会の雑誌に記事を書いて家族を驚かせた。14歳の時に父が亡くなり、相続争いに巻き込まれて、母のナン・タウンと4人の子供たちは経済的に苦境に立たされた。
父の死後、タントは4年制大学には通えないと考え、1926年にラングーン大学の2年間の教員課程に入学した。タントは長男であるため、一家を支える必要があった。大学では、後に同国首相となるウー・ヌと親友になり、ヌーと共にD・G・E・ホールに師事して歴史学を学んだ。タントは、大学哲学協会の共同書記に選ばれ、文芸討論会の書記にも選ばれた。また、『ワールド・オブ・ブック』誌にたびたび寄稿し、同誌の発行者でビルマ・ブック・クラブの創始者のジョン・シデナム・ファーニヴァルと知り合った。ファーニヴァルは、自分のコネで良いポストを約束するとして、4年制課程を卒業して公務員になることを勧めたが、タントはそれを断った。

## 教員
1928年、2年制課程を修了してパンタナウに戻り、上級教師として国民高校で教鞭を執った。タントは定期的にファーニヴァルやヌーと連絡を取り、記事を書いたり、『ワールド・オブ・ブックス』の翻訳コンテストに参加したりしていた。1931年、タントはビルマ教員試験に最優秀の成績で合格し、25歳の若さで校長に就任した。タントは「ティラワ」(Thilawa)というペンネームで新聞や雑誌に定期的に寄稿し、国際連盟に関する本などの多くの本を翻訳した。
タントが主に影響を受けたのは、スタッフォード・クリップス、孫文、マハトマ・ガンジーである。ビルマの政治情勢が緊迫していた時代において、タントは熱烈な民族主義者とイギリスへの忠誠主義者の間で穏健な立場を取った。
第二次世界大戦中の1942年から1945年にかけて、日本軍がビルマを占領した。日本軍は、教育再編委員会を指導させるためにタントをラングーンに赴任させたが、実質的な権限を持っていなかったため、タントはパンタナウに戻った。日本軍がパンタナウの高校に対して日本語を必修化するように命令したとき、タントはこれに反抗し、反日抵抗の高まりに協力した。

## ビルマ政府公職

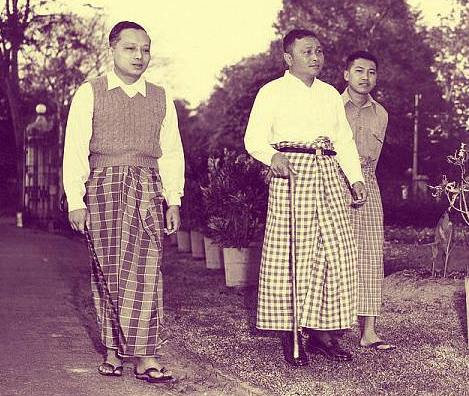
朝の散歩中のタントとヌー（1955年）

1948年、ビルマがイギリスから独立した。初代ビルマ首相に就任したヌーは、タントを放送大臣に任命した。当時、国内では内戦が勃発していた。カレン族の反乱が始まると、タントは命がけでカレン族の兵営へ行き、和平交渉を行った。交渉は決裂し、1949年、進撃してきた反乱軍はタントの故郷を焼き払った。反乱軍は、首都ラングーンから4マイル以内にまで戦線を進めたが、政府軍に撃退された。翌1949年、タントは政府の情報大臣秘書官に任命された。1951年から1957年までは首相であるヌーの秘書を務め、演説原稿の執筆、外遊の手配、外国から訪問した要人との面会などを行った。タントはヌーの最も親しい側近であり、助言者であった。
また、多くの国際会議に参加した。1955年にインドネシアで開催されたバンドン会議の幹事を務め、非同盟運動を成立させた。1957年から1961年までビルマの国連常駐代表（国連大使）を務め、アルジェリア独立交渉に積極的に関与した。1961年、タントは国連コンゴ委員会の委員長に任命された。

## 国連事務総長

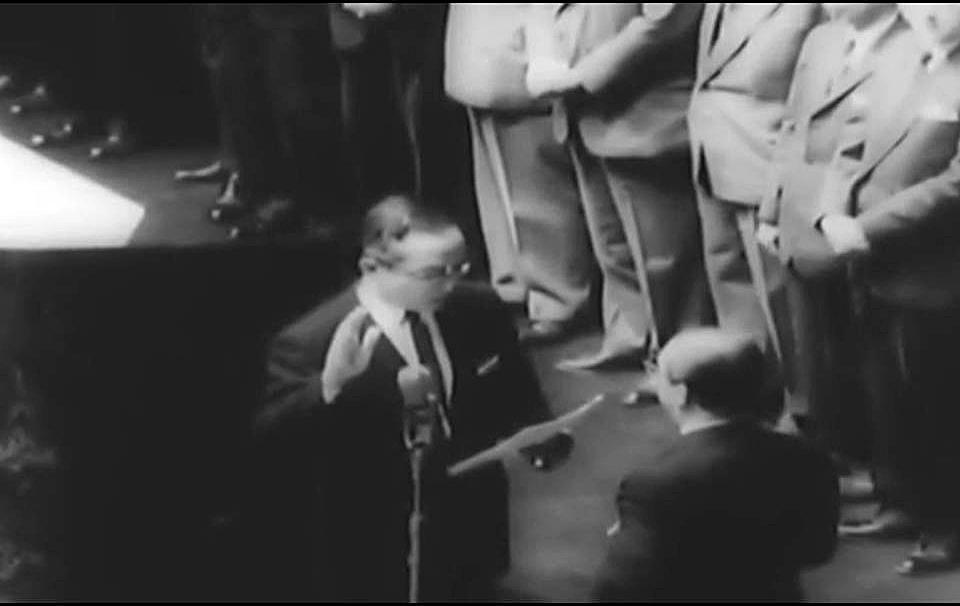
国連事務総長に任命され、宣誓を行うタント

1961年9月、国連事務総長ダグ・ハマーショルドがコンゴに向かう途中の飛行機事故で死亡した。それから2週間で、アメリカとソ連は、ハマーショルドの残任期間について、タントを事務総長代行に任命することで合意していた。しかし、タントの任命の詳細についての議論は、それからさらに4週間を要した。1961年11月3日、安全保障理事会は決議168でタントを推薦し、総会は全会一致で、1963年4月10日までの任期でタントを事務総長代行に任命した。
任期の第1期において、タントはキューバ危機を鎮静化し、コンゴ動乱を終結させたことで広く評価された。タントは、国連での職に就いている間に、米ソ間の緊張を緩和させたいと考えていたと述べている。

### 第1期: キューバ危機

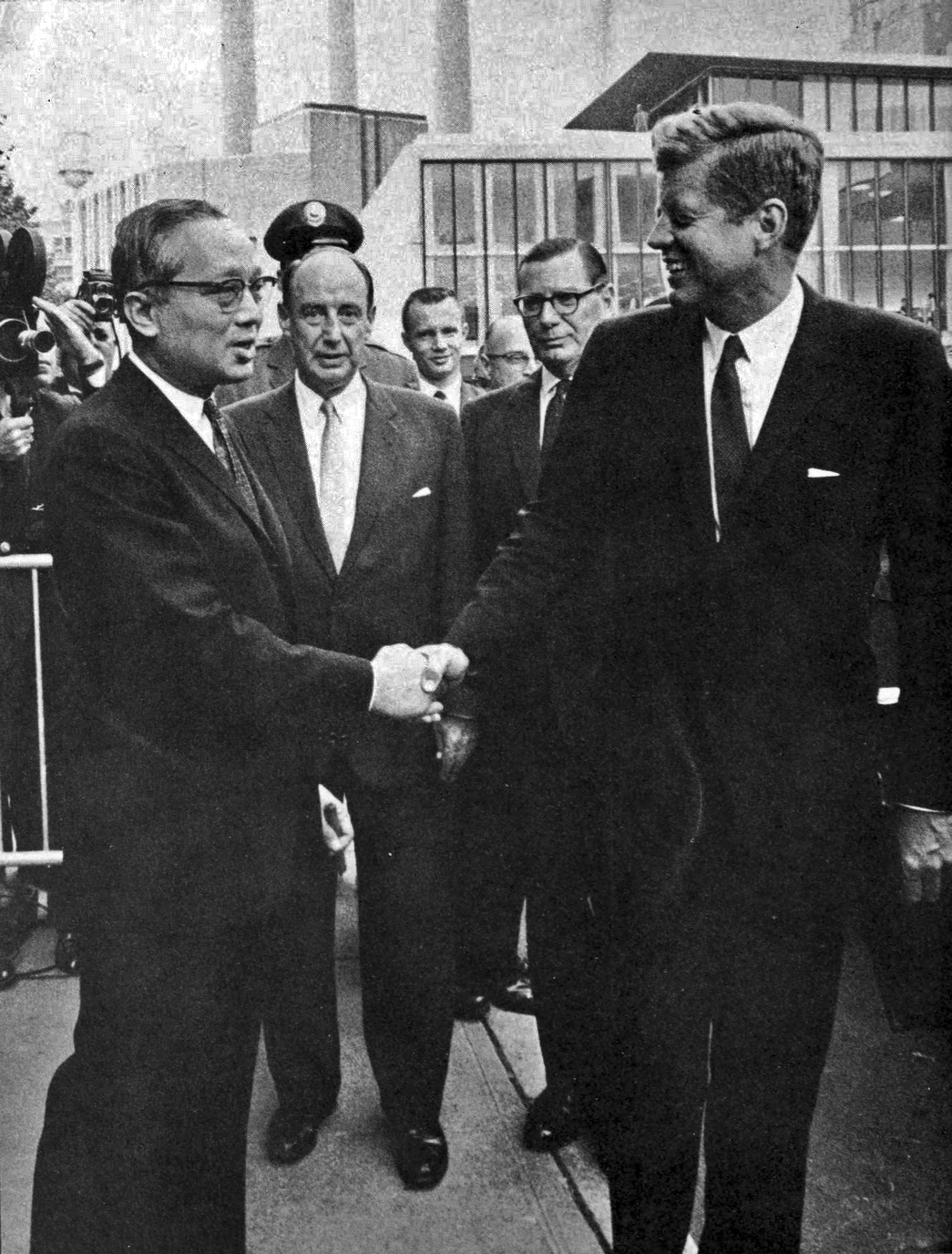
国連本部を訪問中のジョン・F・ケネディと握手を交わしたタント

事務総長就任から1年もしない内に、世界が核戦争に最も近づいた瞬間であるキューバ危機を打開するという重大な課題に直面した。公表2日前の1962年10月20日、アメリカ大統領ジョン・F・ケネディは、U-2偵察機から撮影したキューバに設置されたソ連製ミサイルの写真をタントに見せた。大統領はその後、キューバに向かう全てのソ連艦船を検査して攻撃用兵器を撤去させるよう命じた。その間にも、ソ連の艦船が設定された検査海域に接近していた。タントは、衝突を避けるため、ソ連にミサイルを撤退させることと引き換えに、アメリカが非侵攻保証を行うことを提案した。ソ連首相のニキータ・フルシチョフはこの提案を歓迎し、これが以降の交渉の基礎となった。フルシチョフはさらに、交渉中はミサイルの輸送を停止することで合意した。しかし、1962年10月27日にキューバ上空でU-2偵察機が撃墜され、危機が進行した。ケネディは統合参謀本部と国家安全保障会議執行委員会（エクスコム）から侵攻に対する激しい圧力を受けていた。ケネディはタントが調停者の役割を果たしてくれることを期待し、統合参謀本部とエクスコムに対して、「一方、我々にはタントがいる。我々は、船を沈めたくはない。...その最中に、ロシアが出てこないようにタントが手配しているはずだ」と答えた。
交渉は続いた。アメリカはトルコに配備したミサイルの撤去に合意し、キューバからのソ連製ミサイルの撤去と引き換えに、キューバへの侵攻は絶対にしないことを保証した。タントはキューバに飛び、国連のミサイル査察を許可することと、墜落したU-2のパイロットの遺体の返還についてフィデル・カストロと話し合った。カストロは、自分の知らないところでソ連がミサイル撤去に合意したことに激怒し、国連の査察を断固拒否したが、パイロットの遺体の返還は認めた。検査はアメリカの偵察機と軍艦によって海上で行われた。危機は解決され、超大国同士の戦争は回避された。

### 第1期: コンゴ動乱
フルシチョフがケネディに宛てた書簡の中で、タントについて好意的な言及を何度かしていたことで、タントの事務総長再任は確実なものとなった。1962年11月、国連総会は満場一致で、1966年11月3日までの任期でタントを事務総長代理から事務総長に昇格させることを決議した。個人的な理由から、タントは最初の就任から5年で任期を終えることを望んでおり、就任から最初の5年間を1期とみなすことになった。
タントは、明白な平和主義者で敬虔な仏教徒であったが、必要なときには武力行使を躊躇しなかった。1962年のコンゴ動乱において、モイーズ・チョンベ率いるカタンガ分離派は国連コンゴ活動(ONUC)を繰り返し攻撃した。1962年12月、ONUCがカタンガで4日間にわたる持続的な攻撃を受けた後、タントは「カタンガ全域でのONUCの完全な移動の自由を得るため」の「グランドスラム作戦」を命じた。この作戦により、分離派の反乱は完全に終息した。1963年1月までには、分離派の首都エリザベートヴィルは完全に国連の管理下に置かれていた。タントはコロンビア大学での演説で、1964年半ばに国連コンゴ活動が完了するとの期待を表明した。
キューバ危機の鎮静化など平和維持活動に対する貢献により、ノルウェーの国連大使は1965年のノーベル平和賞受賞をタントに伝えた。タントは、「事務総長が平和のために活動しているときは、ただ自分の仕事をしているだけではないですか?」と謙虚に答えた。しかし、ノルウェー・ノーベル委員会のグンナー・ジャーン委員長がタントへの授与に強く反対し、土壇場でユニセフに授与することが決定された。他の委員は皆、タントに賞を授与することを望んでいた。翌年・翌々年もジャーンの反対によりタントへの平和賞授与が見送られた。1950年にノーベル平和賞を受賞した、タントの部下にあたる事務次官のラルフ・バンチは、ジャーンの決定を「タントに対する重大な不公平」と呼び、憤慨した。
1963年12月24日、キプロスで共同体間の衝突が勃発した。トルコ系キプロス人は飛び地に撤退し、中央政府を完全にギリシャ系キプロス人の支配下に置いた。イギリスの指揮の下に設立された平和維持軍は戦闘に終止符を打つことができず、1964年1月にロンドンで開催されたキプロスに関する会議も不一致に終わった。1964年3月4日、敵対行為が拡大する恐れがある中、安全保障理事会は全会一致で、戦闘の再発防止と秩序の回復を目的とした3か月の時限的な国際連合キプロス平和維持軍(UNFICYP)の設立を承認した。安保理はさらに、キプロス問題の平和的解決を求める調停人を任命するよう事務総長に要請した。タントはガロ・プラザを調停人に任命したが、1965年3月にトルコにより却下されたため、プラザは辞任し、調停人の機能は失効した。
1964年4月、タントは自らを常設オブザーバーに指定した聖座の指名を受け入れた。この決定には総会や安保理は関与していない。

### 第2期: 中東戦争とベトナム戦争
1966年、タントは2期目に立候補しないことを表明したが、安保理がタントを「神聖な役職」(glorified clerk)にしないと約束したため、任命を受け入れた。1966年12月2日、安保理の全会一致の勧告に基づき、総会は1971年12月31日までの任期でタントを再任した。2期目の任期中、タントはアジア・アフリカの数十か国の国連加盟を監督し、南アフリカのアパルトヘイトに断固として反対した。また、国連開発計画、国連大学、国連貿易開発会議、国連訓練調査研究所(UNITAR)、国連環境計画など、開発・環境に関する国連の機関・基金・プログラムの多くを設立した。
2期目の在任中には、アラブ諸国とイスラエルとの間の第三次中東戦争（六日戦争）、プラハの春とそれに続くチェコスロバキアへのソ連の侵攻、バングラデシュ誕生のきっかけとなった1971年のバングラデシュ独立戦争などが発生した。

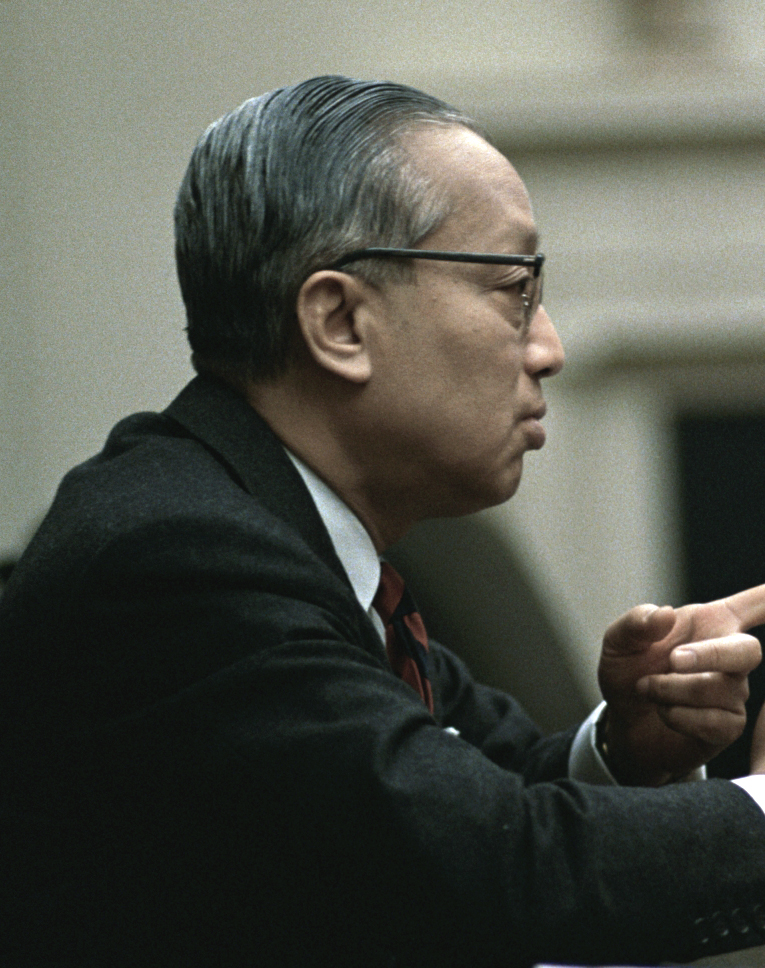
ホワイトハウスの閣議室でリンドン・B・ジョンソン米大統領と会談するタント（1968年2月21日）

タントは、1967年にエジプト大統領ガマール・アブドゥル＝ナーセルの要請を受けて、シナイ半島からの国連緊急軍(UNEF)の撤退に同意した。これは、アメリカやイスラエルからの批判を受けた。エジプト政府がシナイ半島とガザ地区でのUNEFの駐留を打ち切ることを決定し、一刻も早く撤収するように要請したことを、 エジプトの国連大使はタントに伝え、タントはこれに応じる義務があった。国連はその後、「イスラエルが自国の領土内でのUNEFの受け入れを拒否したため、部隊は国境のエジプト側にのみ展開されなければならず、その機能はホスト国であるエジプトの同意に完全に依存していた。同意が取り消されてしまえば、その活動を維持することはできなかった」と述べた。タントは、最後の和平努力として、カイロに飛んでナーセルにイスラエルと戦争をしないように説得しようとした。
イスラエルでは、タントが外交手続きや広範な協議を経ずにUNEFを突然一方的に撤退させたことは、1957年にイスラエルが当時シナイとガザから撤退したことを根拠にしてイスラエルに与えられた国連の保証と約束に反しているとみなされ、その後、イスラエルの重要な国益を国連の手に委ねることを拒否するようになった。
1967年11月にキプロス危機が再燃したが、トルコの軍事介入は、主にアメリカの反対を受けて回避された。アメリカを代表してサイラス・バンスが、事務総長を代表してホセ・ロルツ＝ベネットが交渉を行い、和解に至った。和解の一環として、1968年6月、事務総長の仲介により共同体間協議が開始された。会談は泥沼化したが、タントは特別代表B・F・オソリオ＝タファルの支援の下、再開のための方式を提案し、タントが退任した後の1972年に再開された。
1970年に日本万国博覧会の国連館を視察する為、訪日している。
かつて、タントとアメリカ政府の関係は良好だったが、ルンビニ釈尊生誕地聖域計画を進めるなど敬虔な仏教徒で知られたタントが、仏教徒危機の原因となったベトナム戦争でのアメリカの行為を公然と批判したことで急速に悪化した。
タントは長年に渡り中華人民共和国の国連加盟を支持してきたが、1971年10月に、中国代表権問題がアルバニア決議によって解決された。タントは、中国政府に代表団の速やかな派遣を求めるメッセージを送った。

### 退任
1971年1月23日、タントは「いかなる状況になっても」3期目の事務総長職を務めることができないと明言した。1971年の国際連合事務総長の選出は、中華人民共和国の到着が予想されたために遅れ、安保理が投票を開始したのは、タントの任期終了の2週間前になってからだった。第2ラウンドで全ての候補者に対して拒否権が行使されたが、第3ラウンドではアメリカ、イギリス、中国が拒否権の調整に失敗して投票を棄権したため、クルト・ヴァルトハイムが偶然にも当選した。
2人の前任者とは異なり、タントは10年の任期中に全ての大国の首脳との会談を行った。タントが初任された1961年には、ソ連は超大国間の国連の平等を維持するため、冷戦時代の各ブロックを代表する3人の事務総長によるトロイカ方式を主張しようとした。それに対し、1966年のタントの再任時には、全ての大国がタントを支持し、安保理での全会一致の投票で、事務総長職の重要性とタントの優れた仕事ぶりを肯定し、タントの仕事への明確な賛辞を述べた。
タントは国連総会での離任時の演説で、「職責の重荷」を手放したことについて「解放に近い大きな安堵感」を感じたと述べた。『ニューヨーク・タイムズ』紙は1971年12月27日に掲載した社説で、タントを称賛し、「平和のために尽力したこの人の賢明な助言は、退任後も必要とされるだろう」と述べた。その社説の見出しは「ウ・タントの解放」だった。
事務総長を務めていた間、タントはブロンクス区リバーデイルの約2ヘクタールの敷地に住んでいた。

## 晩年
退任後、タントはアドライ・スティーブンソン国際問題研究所の上級研究員に任命された。晩年は、事務総長時代に推進しようとしていた真の国際社会の発展などのテーマで執筆活動を行った。

## 死去
1974年11月25日、タントはニューヨークで肺癌により死去した。当時ビルマを支配していた軍事政権（ビルマ連邦社会主義共和国）は、タントに対しいかなる名誉も与えなかった。ネ・ウィン大統領は、タントの国際的な知名度とビルマ国民からの尊敬を妬んでいた。1962年3月2日のクーデターでネ・ウィンが転覆させたのがウ・ヌーの民主化政府であり、タントと密接な関係を持っていることにも憤りを感じていた。
しかし、タントの孫のタント・ミン＝ウーは著書"The River of Lost Footsteps: Histories of Burma"の中で、タントとネ・ウィンの間の確執は1969年以降のものであると書いている。タントが国連本部での会見でネ・ウィンを糾弾したことで、ネ・ウィンは、タントとヌーが共謀していると思い込むようになった。タントはヌーの行動も不適切だと非難していたのだが、ネ・ウィンは部下たちに、タントを国家の敵とみなすように言っていた
理由はともかくネ・ウィンは、政府による正式な関与や儀式を行わずにタントを埋葬することを命じた。

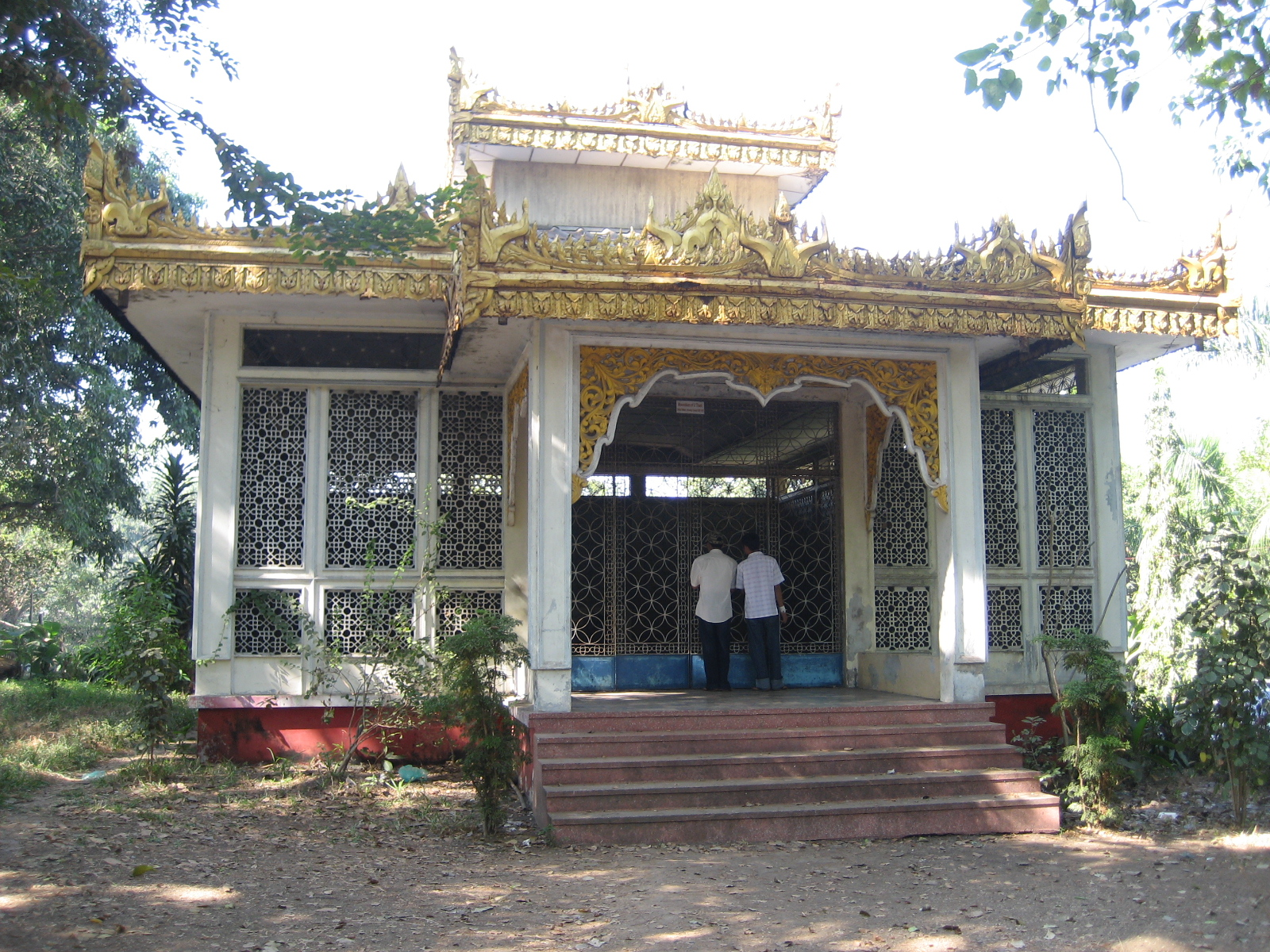
ヤンゴンのカンドーミン庭園霊廟にあるタントの霊廟

ニューヨークの国連本部に安置されていたタントの遺体はラングーンへと空輸されたが、棺が空港に到着したとき、その後解任されたウ・アウン・トゥン教育副大臣を除いて、衛兵や高官の姿は見られなかった。1974年12月5日のタントの葬儀の日、ラングーンの通りには何万人もの人々が弔問に並んだ。タントの棺は、埋葬の予定時刻の数時間前から、ラングーンのチャイカサン競馬場に展示されていた。そのまま一般墓地に葬られることになっていたが、葬列が出発する直前に、棺は学生組織により奪われた。学生組織は、1962年7月の学生デモの後にネ・ウィンがダイナマイトで爆破したラングーン大学学生組合(RUSU)の跡地にタントを埋葬した。
12月5日から11日までの間、学生デモ隊はRUSUの敷地内にタントの仮の霊廟を建て、反政府的な演説を行った。1974年12月12日早朝、政府軍は大学のキャンパスを襲撃し、仮霊廟を守っていた学生たちを殺害して、タントの棺を奪還した。そして、シュエダゴン・パゴダの近くのカンドーミン庭園霊廟内に埋葬した（今もその場所に埋葬されたままになっている）。ラングーン大学のキャンパスが政府軍に襲撃され、タントの棺が奪還されたことが伝わると、多くの人々がラングーンの通りで暴動を起こした。ラングーンとその周辺の都市圏で戒厳令が発令された。ネ・ウィン政権によるタントの遺体への礼を欠いた扱いに対する学生主導の抗議行動が、政府によって粉砕されたこの一連の出来事は「ウ・タント埋葬危機」と呼ばれている。

## 私生活

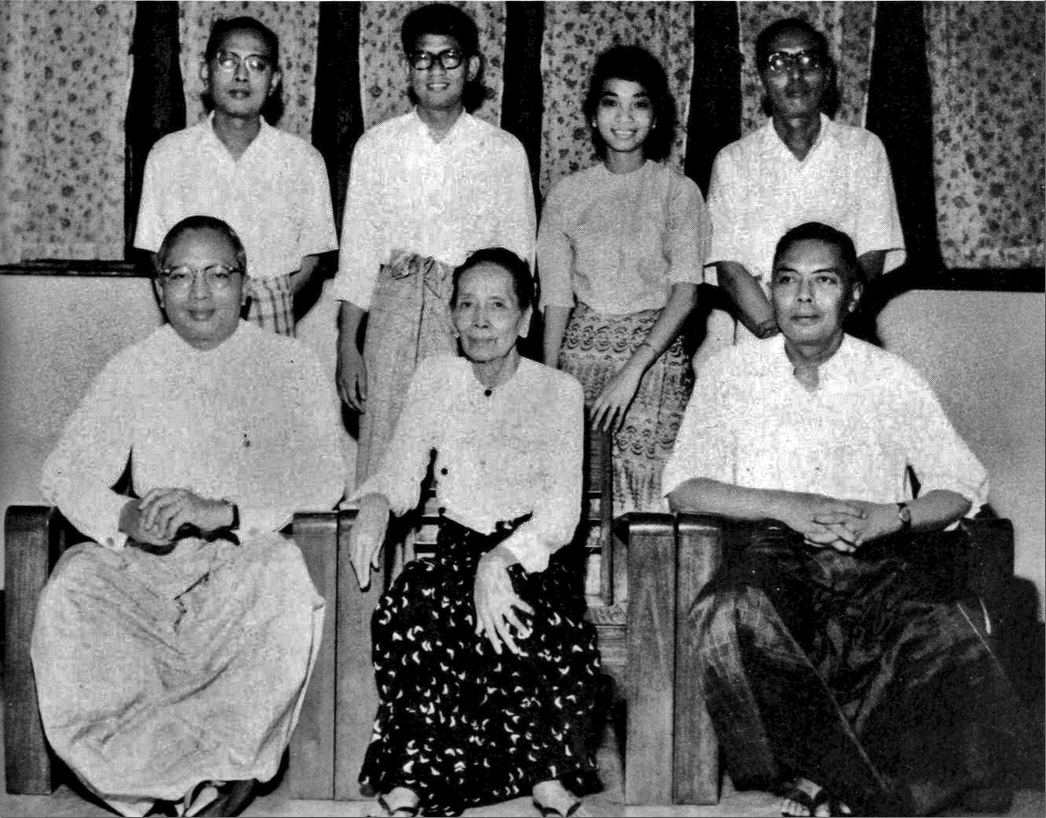
タントとその家族（1964年7月）。後列左からティン・マウン（弟）、ティン・ミント・ウ（娘婿）、アイ・アイ（娘）、タウン（弟）。前列左から、タント、ナン・タウン（母）、カント（弟）

タントにはカント(Khant)、タウン(Thaung)、ティン・マウン(Tin Maung)の3人の弟がいた。
タントはテイン・ティン(Thein Tin)と結婚した。2人の息子をもうけたが、どちらも亡くなった。マウン・ボー(Maung Bo)は乳児期に死亡し、ティン・マウン・タント(Tin Maung Thant)はヤンゴン訪問中にバスから転落して死亡した。ティン・マウン・タントの葬儀には高官が参列し、タン・ペ（17人の革命評議会のメンバーで、元保健・教育大臣）の国葬よりも規模が大きかった。タントには他に娘と養子の息子がおり、孫が5人、曾孫が5人いた。
事務総長在任中、タントはUFOの報告に興味を持っていた。1967年には、アメリカの大気物理学者ジェームズ・E・マクドナルドに、国連の宇宙問題グループでのUFOに関する講演を依頼した。

## 賞と栄誉、記念物
タントは1971年に国連平和賞を創設したものの、その謙虚さから賞や栄誉を受けることを好まなかった。1961年、ヌー政権はビルマで2番目の栄誉である賞をタントに贈ろうとしたが、タントは辞退した。前述の通り、1965年のノーベル平和賞はタントへの授与が決まっていたところにジャーン委員長の拒否権によってユニセフに授与されることとなったが、自身への授与が回避されたことを聞いてタントは喜んだという。しかしタントは、1965年のジャワハルラール・ネルー賞、1972年のガンディー平和賞、1973年の国連人権賞を受賞し、数多くの大学から名誉学位を授与されている。
国際連合大学（東京都渋谷区）には、氏が同大学創設の提唱者であることから、「ウ・タント国際会議場」が設けられている。
国連瞑想グループのリーダーでタントの友人だったシュリ・チンモイは、世界平和の達成に向けて顕著な業績をあげた個人や組織を表彰する「ウ・タント平和賞」を設立した。また、国連本部の側にあるイースト川の小さな島をニューヨーク市から借り受け、ウ・タント島と命名した。